# Papavérine
La papavérine est un alcaloïde isoquinoléique extrait du latex du pavot (Papaver somniferum). Elle est utilisée en pharmacognosie comme spasmolytique musculotrope. Son action résulterait principalement d'une activité inhibitrice de la phosphodiestérase.

## Histoire
La papavérine a été découverte en 1848 par Georg Merck (de) (1825-1873). Merck était alors étudiant, et avait pour professeurs les chimistes allemands Justus von Liebig et August Hofmann. Il était le fils d'Emanuel Merck (de) (1794-1855), fondateur de la société industrielle Merck KGaA, l'entreprise pharmaceutique et de chimie principale d'Allemagne. La papavérine intervient également dans la relaxation des fibres musculaires lisses et a ainsi un rôle vasodilatateur notamment pour traitement des dysfonctionnements sexuels découvert par hasard par le docteur Ronald Virag lors d'une intervention chirurgicale,.